# Steluță
Steluța (greacă astir; latină asteriscus) este un obiect liturgic format din două arce de metal prețios unite în partea de sus, deasupra lor fiind crucea. Acestea fac o mică boltă peste Agneț și peste părticele pentru a le proteja atunci când Discul este acoperit cu procovățul, o bucată de țesătură imprimată sau brodată.
Când preotul acoperă cinstitele daruri la Proscomidie, atunci el tămâiază mai întâi steluța, și apoi o pune pe sfântul disc (în așa fel încât să nu atingă nici miridele, nici Agnețul) zicând cuvintele: „Și venind steaua, a stătut deasupra, unde era așezat Pruncul.”
Steluța rămâne pe disc, protejând Agnețul și miridele până la prima rugăciune din anamneză când preotul zice că: „Ție îți mulțumim și pentru Liturghia aceasta pe care ai binevoit a o primi din mâinile noastre, deși înaintea Ta stau mii de arhangheli și zeci de mii de îngeri, heruvimii cei cu ochi mulți și serafimii cei cu câte șase aripi, care în înalturi se rotesc zburând, cântare de biruință cântând, glas înălțând și grăind (la enumerarea care începe cu „zburând” preotul ia sfânta steluță de pe sfântul disc și face semnul crucii deasupra acestuia, lovind ușor cu ea în cele patru parți ale sfântului disc): Sfânt, Sfânt Sfânt, Domnul Savaot!...”
La sfârșitul Liturghiei, după Împărtășire, sfânta steluță este așezată împreună cu acoperămintele și cu sfânta copie pe disc, și duse la proscomidiar, de preot sau diacon, după ecfonisul: „...totdeauna, acum și pururea și în vecii vecilor”. 